# Delta Force: Xtreme
Delta Force: Xtreme es un videojuego de disparos en primera persona desarrollado y publicado por NovaLogic para Microsoft Windows.
Se trata del séptimo título (sin incluir los títulos de consola) de la serie principal. El videojuego rompe con la temática establecida en Delta Force: Black Hawk Down y tiene una jugabilidad a los videojuegos antiguos de la serie.
El videojuego se divide en tres campañas, centrándose en la prevención de los cargamentos de droga en Perú, a la eliminación de las amenazas terroristas en el Chad y en Nueva Zembla.

## Jugabilidad
Delta Force: Xtreme se centra en tres campañas de los Delta Force: en Perú, Chad y Nueva Zembla. El modo de un jugador (a diferencia de los anteriores títulos), introduce el combate con vehículos, pero mayormente se centra en el combate de a pie para mantener el equilibrio. El videojuego también cuenta con el alcance "viejo estilo" que estaba presente en los primeros cuatro títulos de Delta Force. Los modos de juego (Deathmatch, Deathmatch por equipos, Rey de la colina, etc.) de los Delta Force originales también se han traído de vuelta.

## Recepción
Aunque Delta Force: Xtreme fue lanzado como un título presupuestario, el cual ha recibido varias críticas mixtas. A pesar de que recibió un promedio general del 65% entre las críticas, sobre la base de valoraciones de los usuarios del juego marcó un 6,7/10 en Metacritic.